# متاورا ونيواريكا (أسطورة)

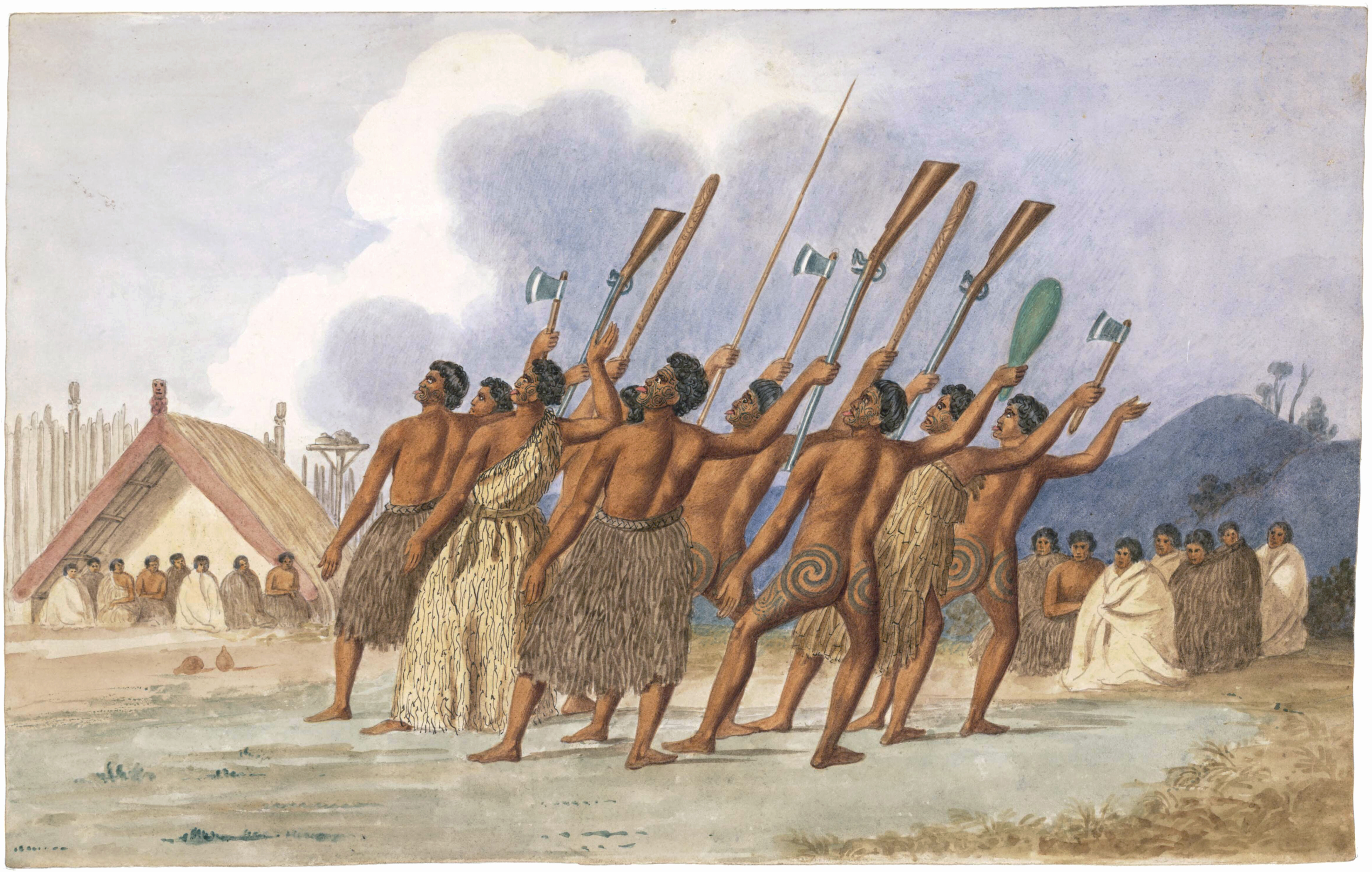
رقصة الحرب

متاورا ونيواريكا في العالم السفلي هي أسطورة في الميثولوجيا الماورية شهيرة جدا. إنها تحكي قصة عشق متاورا بطل الأسطورة وشغفه بالبطلة التي هي من العالم السفلي نيواريكا الطويلة ذات الجمال الذي جعل متاورا يقع في حبها من أول نظرة. الأسطورة تشبه الكثير من الأساطير الأخرى في الميثولوجيات العالمية والتي موضوعها هو نزول البطل أو الإله أو الإلهة إلى العالم السفلي لعدة أسباب تستدعي هذا (الهبوط). فهناك أسطورة إنانا وهبوطها إلى العالم السفلي، وعشتار تهبط تبحث عن دموزي (تموز)...الخ.

## الأسطورة

### متاورا ونيواريكا في العالم السفلي
في سالف العصور السحيقة، راح متاورا، كبير المحاربين، يتقلب في نومه تقلبا. رأى في المنام أن رمحه الخشبي الطويل كان في يده، وأنه كان يخوض معركة مميتة. وكان يحيط به رجال ونساء يجلسون على الأرض ويصيحون ابتهاجا لكل طعنة وضربة. ثم تحول صياح الناس في المنام إلى ضحك. فتلفت حوله بذهول. انزاحت غشاوة النوم عن عينيه وهب واقفا على قدميه. رأى وجوها بيضاء تحملق فيه من الباب والنافذة. تلفت حوله فرأى شعلةَ شعرهم تؤطرها الفتحة كأنها ريش نبتة التوتو في شمس الصباح.
صاح بهم، «من أنتم؟».
جاءه الرد، «نحن التوريهو».
«من أين أنتم؟».
قالت له إحداهن، «نحن من العالم الأسفل. من أنت؟ هل أنت إله؟» ثم قالت أخرى، «هل أنت رجل؟» فضحكن لسؤالها لأن التوريهو جميعا نساء.
فأجابهن غاضبا، «لماذا تسألن؟ ألا ترين أنني رجل؟».
ضحكن ثانية. «لم نكن نعرف لأنك لست موشوما، ولا يوجد على وجهك إلا خطوط مرسومة من الطلاء».
حدق فيهن مستعجبا، ثم سألهن، «وهل من طريقة أخرى لرسمها؟».
مرت لحظة لم تجبه أي منهن، وفجأة قالت له فتاة طويلة، «وقد يأتيك يوم تعلم فيه».
نسي متاورا جوابها من لحظته. سيطر عليه الفضول، إذ لم تُر التوريهو من قبل في ذلك المكان. فدعاهن قائلا، «تفضلن بالدخول، وسأعطيكن شيئا تأكلنه».
فقلن، «نعم، سنأكل، ولكننا سننتظر في الخارج».
هرع متاورا إلى مخزنه وجلب طعاما مطبوخا. كانت التوريهو غریبات الطباع، فسألت إحداهن، «هل هو طيب؟». فأجابتها التي نظرت إليه، «لا، إنه رديء».
غضب متاورا عندما سمع ردها، فصاح قائلا، «انظر سأريك». ثم أكل شيئا من الطعام. تزاحمت التوريهو حوله ليشاهدنه، وهن يبتسمن ويومئن برؤوسهن لبعضهن بعضا. فتحت إحداهن فمه ونظرت داخله وصاحت، «لقد أكل بلح البحر!» فصاح عدد منهن، «إنه طعام رديء! ».
حين قُلن هذا، تذكر متاورا أنه سمع أن التوريهو يأكلن طعامهن نيئا، فتوجه إلى البركة واصطاد لهن بعض السمك، ووضعه أمام النساء ذوات البشرة البيضاء.
تضاحكت التوريهو مرة أخرى مرحا وأتين على طعامهن سريعا. كان متاورا يراقبهن من كثب وهن يأكلن. كانت بشرتهن بيضاء وشعورهن شقراء تتدلى حتی خواصرهن. كن يمشين منتصبات القامة وكانت أنوفهن رفيعة. وكن يأتزرن بمآزر من الأعشاب البحرية المجففة.
وحين انتهين من طعامهن، هب متاورا واقفا على قدميه وراح يرقص أمامهن. وبينما كان يفتل لاحظ امرأة شابة تراقبه مراقبة دقيقة. كانت أطول من الأخريات، وكان بإمكان متاورا أن يميزها من بين رفيقاتها، وكلما التقت أعينهما شعر بمحبته لها تزداد في قلبه.
جلس وراحت التوريهو يرقصن رقصا مهيبا. وكان رقصهن يختلف عن رقص الهوي أو الهاكا الذي كان قد رآه من قبل. جاءت الفتاة الطويلة التي كانت تراقبه مراقبة دقيقة إلى المقدمة وخطت رسما بقدميها، تشابكت الأخريات بالأيدي وتبعنها، وكن ينحنين تحت أذرعة رفيقاتهن ويقمن بحركات انسيابية أذهلت تاورا وهو يراقبهن. كن يغنين ويرقصن، لكنه لم يسمع من الكليات سوى هذه:
ها هي نیواريكا
نیواريكا، نیواريكا

### إلى العالم السفلي
ولما توقف الرقص، سأل متاورا إن كان بإمكانه أن يختار من بينهن زوجة له. «ومن منا ترید؟»، سألنه وهن يتزاحمن بشوق نحوه. أشار إلى الفتاة الطويلة التي كانت خلف رفيقاتها. تعالى الضحك واشتد التزاحم حتى تقدمت الفتاة على استحياء ولامست أنف متاورا بأنفها. ولما أمسك بيدها أحس بالرضا في قلبه. وفي الحال غادرت التوريهو، ووقف متاورا وزوجته عند الباب يراقبانهن.
«إلى أين يذهبن؟» سأل متاورا، فأجابته نیواریكا بشيء من الحزن، «إلى العالم السفلي، حيث كل شيء جميل ومليء بالضياء».
طوقها متاورا بذراعه. «آه، لا، لن تجدي النور إلا حيث تسطع تي را، الشمس الحارقة. قولي لي، یا زوجتي، من أبوك؟».
التفتت إليه وقالت، «أنا اسمي نیواريكا. أنا ابنة صاحب الحسب والنسب أوي تونغا، سید راروهنغا، العالم السفلي، ولكنني الآن ملك متاورا، سید العالم العلوي الجبار».
أحب متاورا زوجته حبا لم تزده الأيام إلا حبا على حب. ولم يكدر سماءهما إلا شيء واحد. كان متاورا تنتابه في بعض الأحيان نوبات من الغضب العارم، وفي إحدى المرات ضرب زوجته. نظرت إليه نظرة أسى، لأن التوريهو قوم لطفاء لا يعرفون العنف.
وفي تلك الليلة هربت نیواريكا من البيت، ومع أن متاورا بحث عنها في كل مكان إلا أنه لم يجدها. لقد افتقدها وحزن عليها، بعد أن انطفأ النور من حياته. وبعد أن مضت عدة أيام ولم تعد، أيقن أنها عادت إلى موطنها في راروهنغا، العالم السفلي. فعزم على اللحاق بها على الرغم من المخاطر التي تحف رحلته.
وفي الحال جاء إلى بيت الرياح الأربع حيث تعود أرواح الموتی إلى راروهنغا، فسأل حارس البيت، «هل رأيت امرأة تمر من هنا؟»
«ما هو شكلها؟» جاءه الجواب.
«إنها جميلة وشاحبة، وذات شعر أشقر طویل وبشرة بيضاء وأنف مستقیم».
فقال الحارس، «أجل، لقد رأيتها تمر من هنا منذ عدة أيام وهي تبكي».
«هل لي أن ألحق بها؟».
فقال الحارس، «أجل، يمكنك اللحاق بها إن امتلكت الشجاعة. هذه هي الطريق».

### هبوط متاورا
ثم فتح بابا رأی متاورا من خلاله نفقا يؤدي إلى الأسفل. نزل فيه وانغلق الباب خلفه. لم يكن هناك بصيص ضوء في أي مكان وكان المكان معدوم الهواء وباردا. ظل يتلمس طريقه عبر الظلام الكثيف إلى أن رأي، بعد ساعات من التخبط والصمت، ضوءا يومض من بعيد. راح يحث مسيره وسرعان ما رأى في الضوء الخافت تيواي وكا، الحمامة ذات الذيل المروحي ترفرف هنا وهناك.
«هل رأيت امرأة تمر من هذه الطريق؟» سأل متاورا.
فأجابت تيواي وكا، «أجل، لقد رأيتها، وقد احمرت عيناها من البكاء».
راح متاورا يحث خطاه حتى بلغ نهاية النفق. وخرج إلى عالم جديد. لم تكن هناك شمس ولا زرقة في السماء التي فوقه. لا شيء سوى الصخور بسقف العالم المترامي الذي ولجه، ولكن النور بدا وكأنه يملأ كل ناحية فيه؛ كانت الطيور تغني والقصب والعشب يتماوجان في النسيم، ومن مكان ما كان يسمع الماء يجري فوق الأحجار. تابع مسيره إلى أن بلغ القرية التي يعيش فيها أوي تونغا، والد نیواریكا.
كان أوي تونغا يفترش الأرض وتوقف متاورا ليراقبه. كان شاب يتمدد بطوله على الأرض بينما كان أوي تونغا يحفر خطوطا في وجهه بإزميل من العظم ومطرقة، ويمسح الجروح بخضاب. كان متاورا ينظر مشدوها وهو يرى الدم يسيل من طرف الإزميل الحاد.
فصاح، «ما هكذا تصنع الأوشمة! في عالمنا العلوي نخضب الرسوم بالأحمر والأبيض والأزرق».
تطلع إليه أوي تونغا، وأمره قائلا، «احن رأسك».
حنى متاورا رأسه ففرك أوي تونغا يده بسرعة على وجهه. مسح الرسم المخضوب، فسمع ضحكات الأناس البيض التي كانت قد أيقضته من حلمه حين قابل نیواریکا لأول مرة. تلفت حوله ليرى إن كانت هناك امرأة أطول من البقية، لكنه لم يميز أي امرأة يعرفها.
قال له أوي تونغا، «إنك ترى عدم نفع وشمك المخضوب. إنك لم تتعلم فن الوشم بعد. هنا في راروهنغا نحن نحفر الوشم في اللحم حتى لا يزول أبدا».
دقق متاورا في وجه أوي تونغا جيدا، فرأى نتوءات وأخاديد مصبوغة بالخضاب الذي يبقى ثابتا على مر السنين. وحين رأی التلافيف التي رسمتها يد الصانع الماهر، خجل من الرسم البسيط الذي يخضب وجهه.
«لقد أفسدت عليَّ وشمي، وعليك الآن أن تحفره في وجهي»، قال لأوي تونغا.
فقال له أوي تونغا ببساطة، «لا بأس. استلق».

### وشم متاورا
استلقی متاورا على ظهره بينما راح أوي تونغا يرسم الوشم على وجهه بالفحم. انحني أوي تونغا فوقه وراح ينقر الإزميل العظمي في لحمه. ارتعد متاورا حين أحس بحرف الإزميل القاطع، وانقلعت کمشة العشب التي كان يمسك بها في يده من جذورها. ظل الإزميل النقار يزحف ببطء على وجهه بينما اجتاحت جسده موجات من الالم المبرح. وعلى الفور راح يغني:
أين أنت، یا نیواریکا؟
هيا اظهري، یا نیواریکا
فحبك هو الذي جاء بي إلى هنا
یا نیواریكا، یا نیواریکا
كانت أخت نیواريكا الصغرى على مقربة، فسمعت أغنيته فأسرعت إلى أختها. «هناك رجل يوم وهو لا يكف عن قول اسمك، فمن يكون؟».
قالت صديقات نیواریکا، «هيا نذهب ونَرَاه».
تزاحمن على مكان الوشم، وانزعج أوي تونغا لمقاطعتهن له، فصاح، «ماذا تردن؟».
ردت نیواریکا قائلة، «لقد أتينا لنأخذ الغريب إلى القرية لتسليته».
في هذه الأثناء، كان أوي تونغا قد انتهى، لأن العملية كانت مؤلمة وكان واضحا أن متاورا لم يعد يطيق صبرا. نهض الرجل الأسمر متثاقلا على قدميه. كان وجهه متورما ومشوَّها ويسيل دما، فلم يتعرف عليه أحد، ولكن كانت هناك الكثير من علامات التعجب حول منكبيه العريضين وقوامه الوسيم. أمعنت نیواریکا النظر فيه، فقالت، «هذا قوام متاورا، وهذه هي الثياب التي حكتها له».
وحين جلس، وقفت غير بعيد منه وسألته، «هل أنت متاورا؟».
لم يكن باستطاعته أن يراها، لأن عينيه كانتا غائرتين في وجهه المتورم، ولكن متاورا عرف صوتها ما إن تكلمت. أومأ لها بيده، فعرفت أنه زوجها حقيقة، فاقتربت وبكت فوقه من الفرح.
حين انتهى الوشم وشفيت الجروح، قال متاورا لنيواريکا، «هيا لنعد الآن إلى عالمنا القائم منذ الأزل فوق راروهنغا».
نظرت إليه نیواریکا وقالت، «أعتقد أنه يجب علينا البقاء هنا. دعنا نسأل أبي».
فقال أوي تونغا من فوره، «لتعد أنت وحدك یا متاورا. أما نیواریکا فستبقى هنا». ثم نظر إلى صهره وجها لوجه وقال، «لقد سمعت أن الرجال أحيانا يضربون زوجاتهم في العالم العلوي».
شعر متاورا بالخزي، فقال، «هذا كان في الماضي. أما في المستقبل فلن أتبع إلا سبيل الخير الذي يصنع في راروهنغا».
تبسم أوي تونغا، «إن كانت كلماتك نابعة من القلب، یا بني، فبإمكانك أن تذهب وتأخذ نیواریکا معك. العالم العلوي مكان مظلم، أما هنا في راروهنغا فهو مليء بالضياء. قد ضیاءنا إلى عالمكم المظلم».
قال متاورا، «انظر إلى وجهي. لقد وشمته الآن بوشم العالم السفلي وشما لن يزول أبدا. وكذلك هي رغبتي في اتباع سبيل السلام والمحبة».

### عودة الحبيبين إلى العالم العلوي
وهكذا انطلق الزوجان بعد أن التأم شملهما. حين وصلا مدخل النفق الذي يؤدي إلى العالم العلوي، قابلتها تيواي وكا.
قالت لها، «أنتما بحاجة إلى من يرشدكما. ځذا بوبويا وبيكا معكما».
«إن أخذناهما طاردتهما طيور الغاب التي تأتمر بأمر تاني».
قالت تیواي وكا، «سيختبآن في ظلام الليل». وهكذا أخذا البومة والخفاش ليصبحا طائرين ليليين، وهذان دلاهما على الطريق عبر النفق.
وأخيرا وصلا بيت الرياح الأربع، فقال الحارس لنيواریکا، «ماذا في الصرة التي تحملينها؟».
فأجابت، «لا شيء. ليس فيها إلا ملابسنا التي يجب أن نرتديها في العالم العلويه».
عبس الحارس وقال، «الأمر أكثر من هذا. أنت تحاولین خداعي».
«لن أسمح لأحد بعد اليوم أن يأتي إلى راروهنغا من العالم العلوي. الطريق مسدودة. ولن تمر إلا أرواح الموتى في طريقها إلى راروهنغا. أنت تحملين ثوب تي رانجي هاوبابا».
فاعترفت نیواریکا، «هذا صحيح». وكانت قد أحضرته إلى العالم العلوي ليكون نمطا للحواشي التي تلبسها النساء على أرديتهن عندما يتقدم من العمر.
مد الحارس يده فوضعت نیواريكا الصرة فيها. حلها الحارس، فأشرقت أنوارها في ذلك المكان المظلم حين علقها على أحد الجدران. مرَّ متاورا ونيواريكا حين أدار الحارس ظهره. مضيا إلى موطنهما الذي عاشا فيه حتى آخر أيامها.

### عطاء الحبيبين للبشرية
وكان متاورا هو الذي نقل إلى الرجال سر الوشم الذي لا يزول؛ وكانت نيواريکا هي التي علمت النساء كيف ينسجن الحواشي الملونة لأرديتهن. لقد ولدت هذه الأشياء من حبهما، حب متاورا ونیواریکا في بداية العالم.